# Rothemühl
Rothemühl est une municipalité allemande du land de Mecklembourg-Poméranie-Occidentale et l'arrondissement de Poméranie-Occidentale-Greifswald.

## Personnalités liées à la ville
- Otto Bruchwitz (1877-1956), pédagogue né à Rothemühl.